# Codice dell'amministrazione digitale
Il codice dell'amministrazione digitale (CAD) è un atto normativo della Repubblica Italiana, precisamente il decreto legislativo 7 marzo 2005, n. 82. È un corpo organico di disposizioni che disciplina e regolarmenta l'utilizzo dell'informatica dalla pubblica amministrazione italiana.

## Storia
Emanato a seguito della delega al governo italiano contenuta nell'articolo 10 della legge 29 luglio 2003, n. 229 ed è entrato in vigore il 1º gennaio 2006. Esso ha lo scopo di assicurare e regolare la disponibilità, la gestione, l'accesso, la trasmissione, la conservazione e la fruibilità dell'informazione in modalità digitale utilizzando con le modalità più appropriate le tecnologie dell'informazione e della comunicazione all'interno della pubblica amministrazione, nei rapporti tra amministrazione e privati e in alcuni limitati casi, disciplina anche l'uso del documento informatico nei documenti tra privati.
Nel 2006, pochi mesi dopo l'entrata in vigore, il Codice è stato oggetto di una serie di correttivi, disposti con il
decreto legislativo 4 aprile 2006, n. 159 la cui emanazione era stata autorizzata dalla medesima legge-delega n. 229 del 2003.
Il decreto correttivo, oltre a modificare in diversi punti l'articolato del Decreto legislativo n. 82/2005, traspone nel "corpus" del Codice l'intero testo già contenuto nel Decreto legislativo n. 42 del 2005 (contestualmente abrogato), disciplinante il Sistema pubblico di connettività e la Rete Internazionale delle Pubbliche Amministrazioni.
Anche l'art. 16 del decreto-legge 29 novembre 2008, n. 185 - convertito in legge 28 gennaio 2009, n. 2 - che  ha modificato i commi 4 e 5 dell'art. 23, prevedendo per la copia firmata digitalmente lo stesso valore dell'originale senza obbligo di autentica da parte di notaio o di altro pubblico ufficiale, salvo i documenti da indicare con decreto del presidente del Consiglio dei ministri. Altre modifiche sono state introdotte dalla legge 18 giugno 2009, n. 69 e dalla legge 3 agosto 2009, n. 102. Ulteriori innovazioni sono state introdotte dal decreto legislativo 30 dicembre 2010, n. 235. Infatti, sono stati modificati 53 articoli su 92 originari e sono stati introdotti altri 9 articoli. Il decreto-legge 18 ottobre 2012, n. 179, convertito con modificazioni dalla legge 17 dicembre 2012, n. 221, inoltre, aggiorna il CAD all'ultimo orizzonte tecnologico introducendo i concetti di domicilio digitale, cloud computing e revisione dei CED. Una modifica del CAD è stata introdotta dalla legge 23 dicembre 2014, n. 190. Successivamente, un'altra modifica del CAD (cd. "CAD 3.0") è stata introdotta con il D. Lgs. 26 agosto 2016, n. 179, pubblicato in Gazzetta Ufficiale della Repubblica Italiana il 13 settembre 2016. La modifica rientra nel quadro normativo della legge delega n. 124/2015 (riforma della PA del Ministro Madia). Questo aggiornamento è particolarmente importante perché il codice ha recepito il regolamento UE eIDAS. La sesta revisione è stata pubblicata nel gennaio 2018. (Decreto legislativo, 13/12/2017 n° 217, G.U. 12/01/2018).
Il D.L.16 luglio 2020, n. 76 convertito, con modificazioni, dalla L. 11 settembre 2020, n. 120 ha apportato modifiche al CAD (da qui la "versione 2021" del CAD).

## Struttura
Attualmente, il codice si compone di 102 articoli, suddivisi in nove capi intitolati rispettivamente:
- "Principi generali"
- "Documento informatico e firme elettroniche; pagamenti, libri e scritture"
- "Formazione, gestione e conservazione dei documenti informatici"
- "Trasmissione informatica dei documenti"
- "Dati delle pubbliche amministrazioni e servizi in rete"
- "Sviluppo, acquisizione e riuso di sistemi informatici nelle pubbliche amministrazioni"
- "Regole tecniche"
- "Sistema pubblico di connettività e rete internazionale della pubblica amministrazione"
- "Disposizioni transitorie finali e abrogazioni"

Si tratta in parte di disposizioni già presenti nella normativa previgente, talvolta riportate alla lettera, talvolta riprese con sostanziali modifiche, in parte di norme emanate ex novo. Rintrano nella prima categoria, per esempio, le norme sulla firma digitale e sui certificatori (trasposte dal testo unico n. 445 del 2000, ove sono state abrogate).
Sono da ascriversi invece alla seconda categoria, in particolare, le norme di principio sul diritto all'uso delle tecnologie nei rapporti con la pubblica amministrazione, e le disposizioni sui siti internet istituzionali. In particolare, gli articoli 69 e 70 obbligano le pubbliche amministrazioni a rendere disponibile il codice sorgente usato in programmi applicativi sotto licenza aperta ad altre pubbliche amministrazioni che lo richiedono per adattarlo alle proprie esigenze, al fine di promuovere il riuso del software e ottimizzare la spesa pubblica. L'Agenzia per l'Italia digitale (ex CNIPA) ha quindi il compito di valutare e rendere note le applicazioni tecnologiche adatte al riuso.

## Analisi dei contenuti

### Software libero e pubbliche amministrazioni
Di particolare importanza è il rapporto tra le pubbliche amministrazioni e il software utilizzato da esse. Riguardo a questo tema, l'articolo 68 riporta:
1. Le pubbliche amministrazioni acquisiscono programmi informatici o parti di essi nel rispetto dei principi di economicità e di efficienza, tutela degli investimenti, riuso e neutralità tecnologica, a seguito di una valutazione comparativa di tipo tecnico ed economico tra le seguenti soluzioni disponibili sul mercato:
a) software sviluppato per conto della pubblica amministrazione;
b) riutilizzo di software o parti di esso sviluppati per conto della pubblica amministrazione;
c) software libero o a codice sorgente aperto;
d) software fruibile in modalità cloud computing;
e) software di tipo proprietario mediante ricorso a licenza d’uso;
f) software combinazione delle precedenti soluzioni.
1-bis. A tal fine, le pubbliche amministrazioni prima di procedere all’acquisto, secondo le procedure di cui al codice di cui al decreto legislativo n. 50 del 2016, effettuano una valutazione comparativa delle diverse soluzioni disponibili sulla base dei seguenti criteri:
a) costo complessivo del programma o soluzione quale costo di acquisto, di implementazione, di mantenimento e supporto;
b) livello di utilizzo di formati di dati e di interfacce di tipo aperto nonché di standard in grado di assicurare l’interoperabilità e la cooperazione applicativa tra i diversi sistemi informatici della pubblica amministrazione;
c) garanzie del fornitore in materia di livelli di sicurezza, conformità alla normativa in materia di protezione dei dati personali, livelli di servizio tenuto conto della tipologia di software acquisito.
1-ter. Ove dalla valutazione comparativa di tipo tecnico ed economico, secondo i criteri di cui al comma 1-bis, risulti motivatamente l’impossibilità di accedere a soluzioni già disponibili all’interno della pubblica amministrazione, o a software liberi o a codici sorgente aperto, adeguati alle esigenze da soddisfare, è consentita l’acquisizione di programmi informatici di tipo proprietario mediante ricorso a licenza d’uso. La valutazione di cui al presente comma è effettuata secondo le modalità e i criteri definiti dall’AgID (Art.68).
Mentre l'articolo 69 aggiunge:
1. Le pubbliche amministrazioni che siano titolari di soluzioni e programmi informatici realizzati su specifiche indicazioni del committente pubblico, hanno l’obbligo di rendere disponibile il relativo codice sorgente, completo della documentazione e rilasciato in repertorio pubblico sotto licenza aperta, in uso gratuito ad altre pubbliche amministrazioni o ai soggetti giuridici che intendano adattarli alle proprie esigenze, salvo motivate ragioni di ordine e sicurezza pubblica, difesa nazionale e consultazioni elettorali.
2. Al fine di favorire il riuso dei programmi informatici di proprietà delle pubbliche amministrazioni, ai sensi del comma 1, nei capitolati o nelle specifiche di progetto è previsto, salvo che ciò risulti eccessivamente oneroso per comprovate ragioni di carattere tecnico-economico, che l’amministrazione committente sia sempre titolare di tutti i diritti sui programmi e i servizi delle tecnologie dell’informazione e della comunicazione, appositamente sviluppati per essa.
2-bis. Al medesimo fine di cui al comma 2, il codice sorgente, la documentazione e la relativa descrizione tecnico funzionale di tutte le soluzioni informatiche di cui al comma 1 sono pubblicati attraverso una o più piattaforme individuate dall’AgID con proprie Linee guida (Art. 69)

### Critica
L'emanazione del Codice ha suscitato impressioni contrastanti presso gli osservatori e presso la dottrina giuridica.
Da un lato, vi sono coloro che ne hanno accolto positivamente l'uscita, considerandolo un importante atto di riordino della materia.
Dall'altro lato, una parte (non minoritaria) della dottrina, si è mostrata alquanto scettica sulla effettiva portata innovativa del decreto, per diverse ragioni. In primo luogo, perché - sostengono i critici - il codice conterrebbe numerose enunciazioni di principio, spesso piuttosto solenni, senza accompagnarle però con disposizioni operative che ne consentano la concreta attuazione.
In secondo luogo, perché avrebbe scorporato un assetto normativo che già era organico: la disciplina del documento informatico, secondo tale opinione, trovava infatti la propria sede naturale nel "testo unico sulla documentazione amministrativa" (DPR n. 445/2000), dove l'atto elettronico era disciplinato contestualmente all'atto cartaceo in un regime di perfetta alternativa tra i due supporti.
Infine, secondo la dottrina più scettica, con il "codice" sarebbe degenerato l'intento iniziale di usare l'informatica come strumento per la semplificazione amministrativa, facendo diventare la digitalizzazione un fine a sé stante, sottovalutando i rischi di un passaggio non sufficientemente graduale dal cartaceo all'elettronico, primo fra tutti l'acuirsi del divario digitale fra cittadini dotati di confidenza con lo strumento informatico, e cittadini che per ragioni sociali o anagrafiche hanno difficoltà a rapportarsi telematicamente con l'amministrazione.